# 藤田雄一郎
藤田 雄一郎（ふじた ゆういちろう、1972年10月17日 - ）は、日本のラグビー指導者。現在東福岡高校ラグビー部監督を務めている。

## プロフィール
- 福岡県出身[2]。
- 現役時代のポジションはナンバーエイト(No8)。

## 略歴
高校からラグビーを始めた
東福岡高校卒業後、福岡大学、JR九州(現・JR九州サンダース)を経て、1998年、東福岡高校のラグビー部コーチに就任。2012年、監督に就任。
2015年、監督として花園初優勝を経験。

## 著書
- 『ラグビーヒガシ式決断力が身につくドリル (差がつく練習法) 』　ベースボール・マガジン社